# 新鮮冷凍血漿
新鮮冷凍血漿（英語：fresh frozen plasma, 簡稱FFP）為一從全血製備而成的血液製品，一般是在採集全血後八小時內分離製備，用於治療體內凝血因子過低（INR>1.5）或是血漿蛋白過少的患者，也作為血漿置換的置換液，通常會建議（但非必要）使用ABO血型相符的血漿。不建議使用新鮮冷凍血漿作為代用血漿。
施用方式為緩慢輸注至靜脈內（靜脈注射）。
施用後對個體的副作用有噁心和發癢，並有低機率發生過敏反應、血栓，或感染的可能性。在個體懷孕期間使用對於胎兒，或哺乳期間使用對嬰兒的安全性仍屬未知。患有蛋白質S缺乏症、免疫球蛋白A缺乏，或心臟衰竭的病人在使用上須特別注意。新鮮冷凍血漿是由水，蛋白質，碳水化合物，脂質，與維生素組成的複雜混合物。零下18˚C冷凍下可保存約一年。其中冷凍血漿類似新鮮冷凍血漿，不過是在採集全血八小時以上分離，或新鮮冷凍血漿於1～6˚C解凍，分離出冷凍沉澱品後之血漿，可在零下18˚C冰箱存放五年。
血漿製品於第二次世界大戰期間首次進入醫療用途，它已名列世界衛生組織基本藥物清單中，該清單羅列一個健康照護體系中所需的各項最安全有效的藥物。。在英國，一單位的新鮮冷凍血漿價錢約30英磅。亦有其他種類的新鮮冷凍血漿，包含採血後24小時內冷凍血漿（簡稱PF24）、冷凍沉澱品減除血漿、冷凍血漿、以及溶劑清潔劑處理血漿。

## 定義
美國對新鮮冷凍血漿的定義是指從全血捐贈採集後八小時內，通過離心術設備分離，並在−18°C（0°F）或更低溫度下冷凍固化的液體部分，有時候也會用更先進的血漿分離儀器，直接從捐血人身上取得需要的血漿。"FFP"通常用於指任何輸注的血漿產品。另一種常見輸注的血漿，即在採血後24小時內冷凍的血漿（PF24），其適應症與FFP相似。PF24中第五凝血因子和第八凝血因子的含量略低於FFP。在美國，PF24的普遍性會較FFP為高。
FFP的醫療用途並不多，主要用於某些凝血蛋白缺乏，且在沒其他更適合的藥物時。一般的血漿輸注量是根據病患體重計算，大約是每公斤10到20毫升。
FFP主要在以下情況使用：
- 補充單一凝血因子不足：如果個體缺乏特定凝血因子，而且沒專門的藥物可用，FFP可用來治療一些罕見的出血問題。例如，第五凝血因子缺乏症通常會用FFP來治療[13]。
- 解除華法林的抗凝血效果：服用華法林這種抗凝劑的人，體內依賴維生素K的幾種重要凝血因子（第二、七、九、十因子）以及蛋白C（英语：Protein C）和蛋白S（英语：Protein S）的功能會下降。雖然可注射維生素K來改善，但如果病人正在出血或需要緊急開刀，最好優先使用一種稱為凝血酶原複合濃縮物（最好包含前述四種因子）的藥物[14]。只有在沒有這種更好的藥物時，才考慮使用FFP、PF24或解凍的血漿。美國麻醉醫師協會（英语：American Society of Anesthesiologists）（ASA）建議，要逆轉華法林的效果，可先輸注每公斤體重5到8毫升的FFP，然後監測病人的血液指標[14]。
- 用於抗凝血酶III缺乏症（英语：antithrombin III deficiency）的患者：如果個體缺乏抗凝血酶III這種重要的凝血抑制劑，且需開刀或用肝素治療血栓時，可使用FFP。不過，在美國已有純化的人工製造抗凝血酶III可供使用。
- 用於免疫缺陷的個體：FFP對於一些因為嚴重腸道問題導致蛋白質流失、免疫力下降，而且無法靠打點滴補充營養的嬰兒有幫助。FFP也可提供免疫球蛋白，為一些免疫功能有問題的小孩和大人補充。但現在大多數已改用更純化的靜脈注射免疫球蛋白（IVIG）。
- 用於罹患血栓性血小板減少性紫癜 (TTP) 的個體：最好的治療方式是使用FFP、PF24或解凍的血漿進行血漿置換。

只有在持續出血或有嚴重凝血問題時，才建議使用FFP。即使服用華法林導致國際標準化比值（international normalized ratio，簡稱INR）大於9，但如果沒出血且不需要緊急手術，也不需用FFP來逆轉藥效。FFP也不適用於事先安排好的手術或非緊急手術。
解凍後的血漿是從FFP或PF24製成，解凍後放在冰箱（1–6°C）內可保存五天。
對於有凝血問題且需進行侵入性檢查或手術的人，事先輸注血漿可能有幫助。
對於有凝血問題且要進行非心臟的侵入性手術者，目前還不清楚事先輸注血漿是否能降低30天內的死亡風險、24小時內出現的大出血、一週內的輸血次數、減少他們在一週內需要輸血的次數和人數，以及24小時內因輸血引起的嚴重副作用。使用不同的標準來決定何時輸注新鮮冷凍血漿，可能對24小時內的大出血和輸血引起的嚴重副作用沒有太大影響。然而，不同的輸血標準或許可減少一部分病人在術後一週內需要輸血的次數。

## 風險
輸注FFP存在一些風險。首先，可能會傳播疾病。其次，有些人可能會出現類似嚴重過敏反應。第三，輸注過多血漿可能導致身體血管內的水分過多，造成循環系統的負擔（稱為輸血相關循環超負荷）。最後，還可能引起一種嚴重的肺部併發症（稱為輸血相關急性肺損傷）。所幸，大多數不良反應並非致命性，且能在臨床中治療。輸送血漿讓個體感染傳染疾病的風險與輸送全血和紅血球的風險類似。

## 化學特性
FFP的製作方法是先分離出血液的液體部分（通過離心或血漿分離術），然後將其冷凍保存。

## 替代方案
在許多疾病的治療上，現在已有安全且有效的替代方案，所以FFP不再是首選。例如，需要補充纖維蛋白原時，會使用冷凍沉澱品或纖維蛋白原濃縮劑。治療A型血友病有重組第八凝血因子製劑可供使用，而嚴重B型血友病則有重組第九凝血因子製劑可供使用。
病人需要補充失去的血液容量時（例如因為出血或脫水），醫生通常會選擇使用類晶體溶液或膠體溶液，像是人類血清白蛋白或血漿蛋白分提，FFP並非補充血容量的首選。

## 延伸閱讀
- O'Shaughnessy DF, Atterbury C, Bolton Maggs P, Murphy M, Thomas D, Yates S, Williamson LM. . British Journal of Haematology. July 2004, 126 (1): 11–28. PMID 15198728. S2CID 27980310. doi:10.1111/j.1365-2141.2004.04972.x .

## 外部連結
- NIH Consensus Development Program: Fresh Frozen Plasma: Indications and Risks (public domain) 的存檔，存档日期2022-07-16.
- Circular of Information describing intended uses of transfusion products in the United States